# Wing Heli
Pour les articles homonymes, voir Heli.
Le Wing Heli était une escadre (en anglais: wing) d'hélicoptères de la composante aérienne des forces armées belges.

## Historique
Le 1er juin 1947, la 369e escadrille Air Observation Post et créée au sein de l'aviation militaire (qui deviendra la force aérienne le 15 janvier 1949).
Fin 1948, elle change de nom pour devenir la 15e escadrille Air Observation Post. Le 15 septembre 1953, la 16e escadrille est créée.
Le 15 avril 1954, les 15e et 16e escadrilles passent sous le commandement de la force terrestre et deviennent des escadrilles d'aviation légère. Elles sont alors rattachées à l'artillerie.
La 255e compagnie d'ordonnance, une compagnie de maintenance, est créée le 1er septembre 1954.
La 17e escadrille est formée le 19 juin 1956 et est rattachée à la 1re division d'infanterie.
Le 3 juillet 1956, la 18e escadrille est créée.
En avril 1964, la 15e Escadrille est renommée 15e escadrille école d'aviation légère.
Le 9 janvier 1979, l'Aviation Légère devient une arme indépendante.
En 1993, la 16e escadrille est renommée 16e Bataillon d'Hélicoptères de Liaison.
En juillet 2004, le Groupement d'aviation légère quitte la Composante Terre pour être réintégré à la Composante air de l'armée belge sous le nom de Wing Heli.
Le 19 décembre 2009, la 16e escadrille est dissoute.
Le 9 septembre 2010, le Wing Heli déménage à Beauvechain pour être intégré au 1 Wing qui est transformé.

## Missions
Les missions du Wing Heli étaient: l'aide à la nation, l'aide humanitaire d’urgence, l'engagement militaire armé sur le territoire national, l'évacuation de ressortissants belges de zones de crise, les opérations de maintien de la paix.

## Composition
- un état-major
- 3 escadrilles (16e, 17e, 18e escadrilles) équipées d'A-109
- une escadrille de formation assurant la conversion des nouveaux pilotes sur A-109BA (15e escadrille)
- une compagnie de maintenance (255 Gp M)
- un groupe d’appui (SpGp)

## Équipement
- Agusta A109

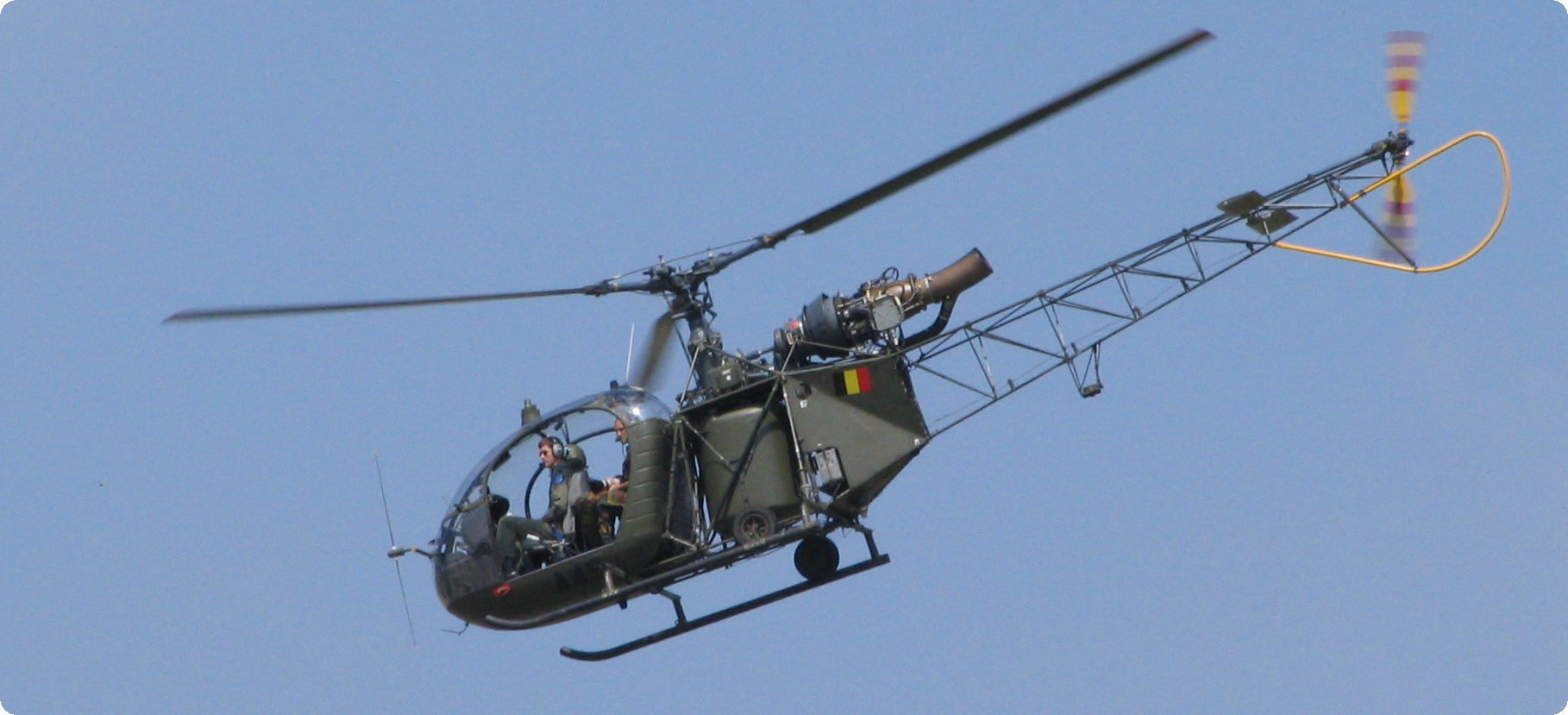
Une Alouette II, hélicoptère du Wing Heli

- Alouette II (retirée du service en septembre 2009)

## Étendard
Le 17 mai 1979, le Roi Baudouin remet à l’Aviation Légère, l’étendard de la 6e escadrille d’observation que le Wing Heli se voit attribuer lors de son transfert de la composante terre à la composante air en 2004. Lors de la dissolution du Wing, l'étendard fut transmis au centre de compétence Air.
L'étendard de la 6e escadrille porte les inscriptions suivantes :
- Campagne 1914-1918
- Yser 1917
- Flandres 1918
- Anvers-Liège-Namur

Il porte la fourragère aux couleurs de l'Ordre de Léopold.

## Sources
- (en) Cet article est partiellement ou en totalité issu de l’article de Wikipédia en anglais intitulé « Wing Heli » (voir la liste des auteurs).
- Site de l'armée belge